# Vana-Kastre
Vana-Kastre – wieś w Estonii, w prowincji Tartu, w gminie Mäksa.